# 德兰卡姆
德兰卡姆（法語：Drincham，法語發音：[dʁɛ̃kam]）是法国上法蘭西大區北部省的一个市镇，属于敦刻尔克区。

## 地理
德兰卡姆（50°54'22"N, 2°18'33"E）面积3.38 平方千米，位于法国上法蘭西大區北部省，该省份为法国最北部的省份及最长的省份，西北濒北海，西接加来海峡省，南至埃纳省和索姆省，东与比利时接壤。
与德兰卡姆接壤的市镇（或旧市镇、城区）包括：皮加姆、埃兰盖姆、洛贝格。

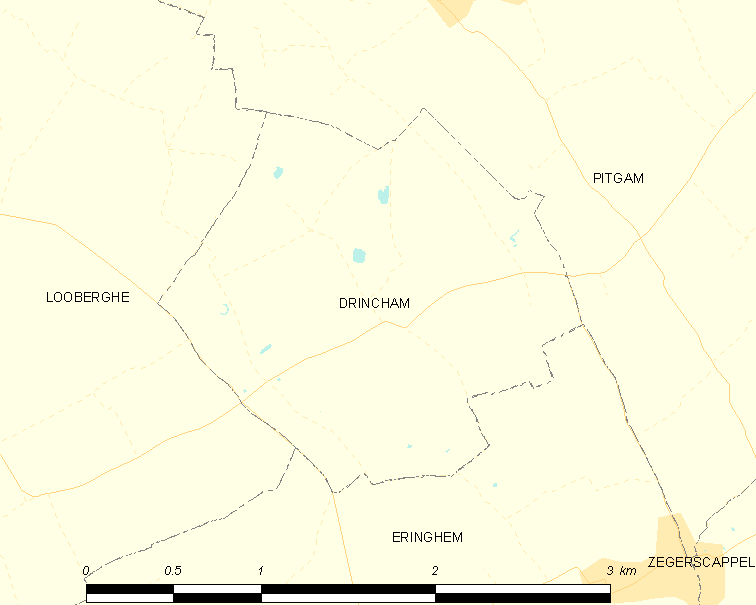
德兰卡姆的OSM定位图

德兰卡姆的时区为UTC+01:00、UTC+02:00（夏令时）。

## 行政
德兰卡姆的邮政编码为59630，INSEE市镇编码为59182。

## 政治
德兰卡姆所属的省级选区为大桑特县。

## 人口

1962-2008年间德兰卡姆人口变化图示

德兰卡姆于2022年1月1日时的人口数量为282人。